# Drepanis funerea
Il mamo nero (Drepanis funerea Newton, 1893) era un uccello passeriforme fringillide della famiglia dei Fringillidi.

## Etimologia
Il nome scientifico della specie, funerea, venne scelto in virtù della livrea, priva delle aree gialle che caratterizzavano il piumaggio dell'affine mamo di Hawaii, ricordando perciò ai primi osservatori della specie uno di questi uccelli vestito a lutto.
Fra i nomi comuni di questi uccelli, oltre a quello di mamo nero, si contano quelli di mamo di Molokai, mamo di Perkins (in onore di Robert Cyril Layton Perkins, che fornì la maggior parte delle informazioni riguardanti questo volatile), oltre che i nomi in hawaiiano di hoa e ʻōʻō nukuʻhumu ("ʻōʻō dal becco a cannuccia").

## Descrizione

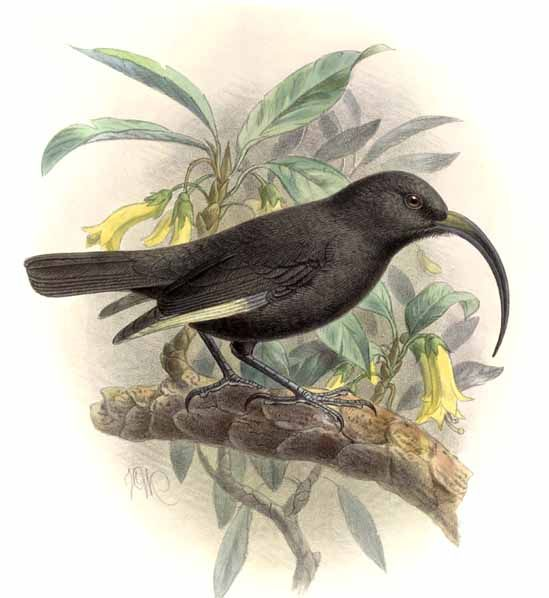
Illustrazione a cura di Keulemans.

### Dimensioni
Misurava circa 8 cm dalla punta del becco alla coda.

### Aspetto
Il mamo nero aveva un aspetto che ricordava le nettarinie, con corpo tipico dei fringillidi e testa con lungo becco falciforme, più lungo nel maschio rispetto alla femmina.
Il piumaggio di questi uccelli era completamente nero su tutto il corpo: facevano eccezione alcune sparse penne gialle alla base della mandibola e le remiganti primarie, che erano di colore bianco. Non sembrava essere presente dimorfismo sessuale nella livrea. Zampe e becco erano neri, mentre gli occhi erano bruni.

## Biologia
Si trattava di uccelli diurni e verosimilmente solitari, che passavano la maggior parte del tempo alla ricerca di cibo fra i fiori del sottobosco: il suo canto era composto da una serie di fischi nasali, simili al suono di un flauto, seguiti da un lungo trillo.

### Alimentazione
Il mamo nero era una specie nettarivora: l'analisi degli stomaci degli individui catturati e studiati, infatti, ha sempre mostrato un contenuto di solo nettare, che veniva ottenuto infilando il becco nei fiori ed utilizzando la lunga lingua setolosa. Tuttavia, si ha motivo di credere che questi uccelli potessero, anche se sporadicamente, nutrirsi di piccoli insetti. La fronte era spesso ricoperta dal polline dei fiori delle sue piante preferite, le lobelie, munite di fiori ricurvi per suggere il nettare dei quali il becco del mamo nero si era perfettamente adattato.

### Riproduzione
Non si hanno dati sulla riproduzione di questa specie: tuttavia, essendo questo evento molto conservativo in tutti i drepanidini, si ha motivo di credere che anche il mamo nero fosse una specie monogama, che si riproducesse durante la prima metà dell'anno e che le femmine deponessero due uova in un nido a coppa, venendo aiutate dai maschi nelle cure parentali ai pulli.

## Distribuzione e habitat
Il mamo nero era endemico dell'isola di Molokai, nelle Hawaii: resti subfossili proverebbero la sua esistenza in tempi preistorici anche sulla vicina Maui.
L'habitat di questi uccelli erano le foreste di media altezza (sembrerebbero essere stati sempre osservati attorno ai 1500 m di quota) con presenza di folto e denso sottobosco.

## Estinzione

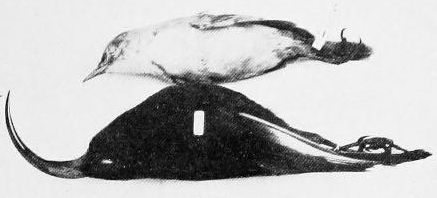
Esemplari impagliati di mamo nero e cannaiola di Laysan.

Il mamo nero venne scoperto dagli europei nel 1893 nella Valle di Pelekuna, a nord di Molokai; l'ultimo esemplare venne invece avvistato (e ucciso) nel 1907 da William Alanson Bryan, con la specie che molto verosimilmente si sarebbe estinta di lì a poco, con avvistamenti scarsi e poco attendibili e una spedizione su larga scala organizzata nel 1936 alla ricerca di questo uccello che si rivelò infruttuosa.
Il mamo nero, già piuttosto vulnerabile in virtù dell'areale circoscritto e dell'estrema specializzazione, si estinse principalmente a causa dell'alterazione del proprio habitat da parte delle specie introdotte, in special modo gli ungulati, che brucando il sottobosco gli tolsero la maggior parte dello spazio vitale, e di piccoli carnivori come ratti e manguste, che cacciavano gli adulti e depredavano i nidi.